# Sacramento Martí
Sacramento Martí Vallbona (Valencia, agosto de 1936) es una profesora, escritora y feminista española. En 1976 fue impulsora de la Asociación Democrática de la Mujer. A principios de los 80 inició una relectura feminista de los escritores e intelectuales más influyentes del pensamiento español del siglo XX con una serie de artículos publicados bajo el título de Misóginos, cínicios y benevolentes en el diario El País.

## Biografía
Nació en el seno de una familia valenciana conservadora en 1936 vivió el franquismo y su época universitaria con rebeldía. explica en sus Memorias impertinentes de una feminista (2014)
Licenciada en Historia por la Facultad de Filosofía y Letras de la Universidad de Valencia ejerció como profesora de Literatura Española en los Centros de COU Guillem Tatay de Valencia (1960-64), Colegio Estilo de Madrid (1966-69) y Colegio El Pilar de Madrid (1988-2000).
En 1970 se trasladó a Madison (Estados Unidos) donde estudió el incipiente movimiento feminista. Al regresar a Madrid conectó con grupos feministas, inicialmente con Mujeres Universitarias.  Colaboró con el Seminario de Estudios Sociológicos de la Mujer y de manera específica con Mujeres Universitarias de Madrid da lugar a un artículo en el número monográfico de Cuadernos para el Diálogo sobre la mujer (agosto de 1975)
Tuvo una activa participación en la organización de la primera manifestación por los derechos de la mujer en 1975 y en la primera asamblea de los grupos feministas incipientes (Jornadas de la Liberación de la Mujer) celebradas con motivo del Año Internacional de la Mujer proclamado por Naciones Unidas.
En 1976 fue impulsora de la Asociación Democrática de la Mujer cuya federación presidió entre 1976 y 1979 época en la que también fue responsable de la secretaría central de la Mujer del Partido del Trabajo de España. Más tarde colaboró con la Asociación de Mujeres Separadas.
A principios de los 80 inició una relectura feminista de los escritores e intelectuales más influyentes del pensamiento español del siglo XX con una serie de artículos publicados bajo el título de Misóginos, cínicios y benevolentes (mayo a octubre de 1985) dedicados a Francisco Umbral, Camilo José Cela, Josep Pla, Rafael Alberti, Gregorio Marañón, Ortega y Gasset, Pío Baroja, Santiago Ramón y Cajal o Manuel Azaña.
A principios del 2000 realizó varias ponencias El oficio de vivir en la obra de Juan Luís Vives y Fray Luís de León (XIV Congreso de la Asociación Internacional de Hispanistas, Nueva York, 2001) y Una ausencia enriquecedor en el Cancionero de Baena: La misoginia (II Congreso Internacional Cancionero de Baena, abril de 2002).
En 2014 publicó Memorias impertinentes de una feminista revisando su trayectoria en el marco de la transición española. 
En 2015 publica Misoginia y percepción de la mujer en los clásicos de la literatura española recorriendo textos y autores clave desde los siglos XIV y XV como Juan Ruiz y su Libro del buen amor, Alfonso Martínez de Toledo y El Corbacho, los humanistas Luis Vives o Fray Luis de León, hasta llegar al pensamiento ilustrado de Feijoo o las obras clave del realismo decimonónico de Benito Pérez Galdós.  Martí incide en la doble vertiente con la que se identifica a la mujer: como pilar de la economía doméstica y fuerza reproductora, la amante esposa y madre, y como agente del mal, la tentadora y pecadora pervertidora de hombres.
Desde mediados de los años 70 publicó numerosos artículos en el diario El País y en revistas como Cuadernos para el Dialogo, El Viejo Topo, Transición, Papers de Sociología, y Quark.

## Publicaciones

### Libros
- Misoginia y comprensión en clásicos españoles del siglo XX. ISBN 978-84-17005-86-3
- Memorias impertinentes de una feminista (Amazon ebook, 2014)
- Sexo: Naturaleza y Poder (1983) Publicado por Nuestra Cultura, Madrid ISBN 10: 8474650550ISBN 13: 9788474650556
- Lo que nuestros clásicos escriben de las mujeres. Una incursión crítica por la literatura española. (2010)
- Misoginia y percepción de la mujer en los clásicos de la literatura española (2015) Juan de la Cuesta Hispanic Monographs, Newark, Delaware

### Artículos
- Lo que los programas electorales ofrecen a las mujeres. El País 1982
- El oficio de mujer en las obras de Juan Luis Vives y Fray Luis de León. Actas XIV Congreso AIH (Vol. II).